# Bastiaan Lijesen
Bastiaan Lijesen (Nieuwerkerk aan den IJssel, 28 de diciembre de 1990) es un deportista neerlandés que compitió en natación. Su hermano Robert compitió en el mismo deporte.
Ganó una medalla de plata en el Campeonato Europeo de Natación de 2014, en la prueba de 4 × 100 m estilos mixto.

## Palmarés internacional
| Campeonato Europeo | Campeonato Europeo | Campeonato Europeo | Campeonato Europeo      |
| Año                | Lugar              | Medalla            | Prueba                  |
| ------------------ | ------------------ | ------------------ | ----------------------- |
| 2014               | Berlín (Alemania)  | Medalla de plata   | 4 × 100 m estilos mixto |